# T-Bone Walker
T-Bone Walker (Linden, 1910. május 28. – Los Angeles, 1975. március 16.), amerikai blues gitáros, énekes, dalszerző;  multi-instrumentalista. A Rolling Stone magazine 2018-ban a 67. helyre tette minden idők 100 gitárososainak listáján (The 100 Greatest Guitarists of All Time).

## Pályafutása
Szülei is zenészek voltak. Dallasban vándorzenészek számára teremtettek fellépési lehetőséget. Walker három éves korában már egy templomi kórusban énekelt, tízéves korában pedig Blind Lemon Jefferson gitárját leste, akit koncertjeire kísérgetett.
Tinédzser korában fellépett Ida Cox vándor show-jájának tagja volt. Tizenkilenc éves korában vették föl első lemezét, amin Oak Cliff T-Bone névvel szerepel. Az 1930-as években Cab Calloway-jel, Ma Rainey-vel, Les Hite-tal és Bessie Smith-szel volt színpadon.
Az 1950-es évek-es, 60-es években is roppant sikeres volt. Fellépett a legfontosabb blues műsorokban, és Európában is az American Folk and Blues Festival-okon.
Híressé vált számait mások is műsorukra tűzték, többek között Bobby Blue Bland, Alexis Korner, Chris Farlowe, John Mayall, Manfred Mann, Jimi Hendrix.
A hetvenes években egészségi állapota gyorsan leromlott. Többször érte szélütés, majd megölte egy tüdőgyulladás.

## Lemezválogatás
- 1953 Classics in Jazz
- 1959 Sings the Blues
- 1959 T-Bone Blues
- 1960 Singing the Blues
- 1961 I Get So Weary
- 1963 Great Blues Vocals and Guitar
- 1967 Stormy Monday Blues
- 1967 The Legendary T-Bone Walker
- 1968 Blue Rocks (Charly Records)
- 1968 I Want a Little Girl
- 1968 Stormy Monday Blues
- 1968 The Truth
- 1969 Bosses of the Blues, Vol. 1
- 1969 Feelin' the Blues
- 1969 Funky Town
- 1969 Good Feelin‘
- 1970 Everyday I Have the Blues
- 1973 Dirty Mistreater
- 1973 Fly Walker Airlines
- 1973 Well-Done
- 1974 Very Rare (Wounded Bird)
- 1975 Original 1945-50 Performances
- 1981 Jumps Again
- 1983 Natural Blues
- 1986 Low Down Blues
- 1990 Complete Recordings of T-Bone Walker 1940-1954
- 1990 Hustle Is On Blue
- 1991 Complete 1950-1954 Recording
- 1991 Complete Imperial Recordings: 1950-1954
- 1995 Inventor of the Electric Guitar Blues
- 1995 Cold Cold Feeling
- 1995 Complete Capitol/Black & White Recordings
- 1996 Blues Collective
- 1998 T- Bone Shuffle
- 1999 I Get So Weary
- 2003 Back on the Scene: Texas, 1966
- 2005 The Original Source
- 2006 Complete Imperial Recordings
- 2008 40 Prime Cuts
- 2008 Trailblazing The Blues
- 2009 Midnight Blues

## Díjak
- 1971, 1973: Grammy-díj
- 1980: Blues Hall of Fame
- 1967: The Greatest Jazz Concert in the World[9]
- 1987: Rock and Roll Hall of Fame